# Psoralea nodosa
Psoralea nodosa är en ärtväxtart som beskrevs av Auct. Psoralea nodosa ingår i släktet Psoralea och familjen ärtväxter. Inga underarter finns listade i Catalogue of Life.